# Spartan: Total Warrior
Spartan: Total Warrior est un jeu vidéo de type action-RPG développé par Creative Assembly et publié par Sega le 7 octobre 2005 sur PlayStation 2, GameCube et Xbox. Le jeu est un spin-off de la série de jeux vidéo de stratégie Total War. Contrairement à ses prédécesseurs, le jeu propose en effet un système de jeu de type hack 'n' slash, le joueur incarnant un guerrier Spartiate guidé par le dieu de la guerre Arès et luttant avec ses alliés de la Grèce antique contre l’invasion de l’Empire romain. Il se distingue également du reste de la série en proposant un scénario fictif, mélangeant mythologie grecque et romaines, là où ses prédécesseurs prenaient places dans une trame historique réaliste. Il est enfin le seul opus de la série à avoir été publié sur console plutôt que sur ordinateur.

## Accueil
| Spartan: Total Warrior |      |         |
| Média                  | Nat. | Notes   |
| Eurogamer              | GB   | 4/5     |
| Gamekult               | FR   | 6/10    |
| GameSpot               | US   | 71%     |
| IGN                    | US   | 79%     |
| Jeuxvideo.com          | FR   | 14/20   |
| Compilations de notes  |      |         |
| Metacritic             | US   | 74 %    |
| GameRankings           | US   | 74.45 % |